# Renault 7

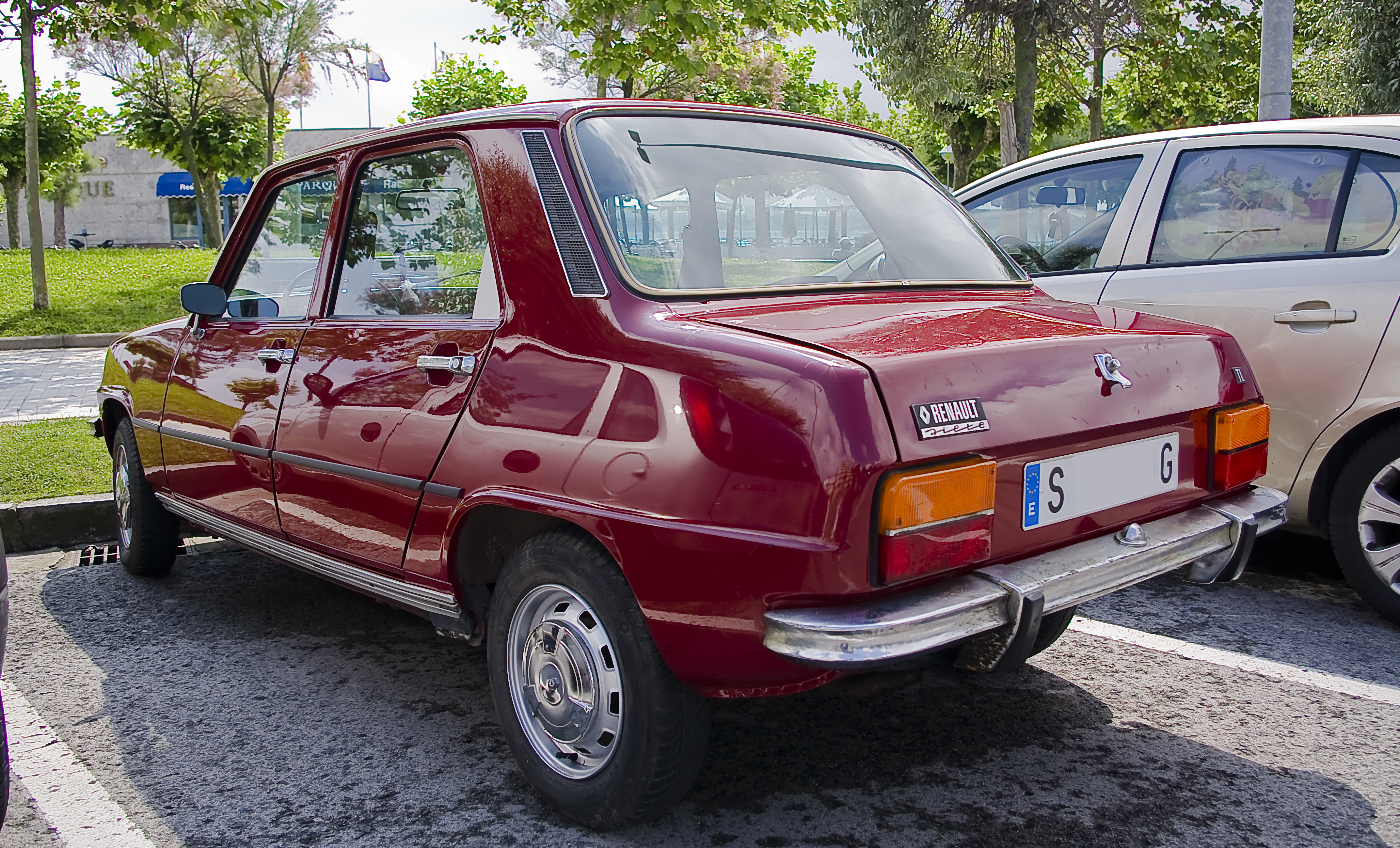
Heckansicht Siete TL, Modell ohne Rückfahrscheinwerfer

Der Renault 7 – kurz R7 – (bis 1979 spanisch Renault Siete genannt) war ein in Spanien produziertes Pkw-Modell des französischen Herstellers Renault. Er wurde von Ende 1974 bis Ende 1982 neben dem zunächst nur dreitürigen Renault 5 hergestellt und insgesamt etwa 159.500-mal verkauft.
Beim 1974 präsentierten Siete handelt es sich um eine viertürige Stufenheck-Limousine der Kleinwagenklasse, die bis zur C-Säule teilweise mit der erst im Sommer 1979 präsentierten fünftürigen Version des ersten R5 identisch war. Der Radstand war gegenüber dem R5 zehn Zentimeter länger, der Kofferraum der Limousine fasste 400 Liter. Neben der Form selbst unterscheidet sich der Siete durch verchromte Stoßfänger anstelle von Kunststoffschilden und Bügeltürgriffe. Der Siete wurde Mitte 1979 als Renault 7 präsentiert. Die Motorenpalette für den R7 war im Vergleich zum R5 eingeschränkt – es gab bis 1981 nur den 1037-cm³-Ottomotor mit 37 kW (50 PS) bei einer Höchstgeschwindigkeit von 132 km/h und einem Verbrauch von durchschnittlich 6½ Litern Superbenzin auf 100 km.

## Modellgeschichte
Ursprünglich sollte der Renault 5 in drei Karosserieformen hergestellt werden: als drei- sowie fünftüriges Schrägheck- und als viertürige Stufenheck-Limousine. Der Fünftürer wurde zurückgestellt.
Von der Limousine wurden zwar Prototypen bis zur Serienreife entwickelt, im letzten Moment aber gestoppt. Gründe dafür können gewesen sein, dass dieser Wagen Kunden vom Kauf des größeren Renault 6 abgehalten hätte, aber auch, dass er das Image des R5 als kompakten Kleinwagens durch das Fehlen des markanten Hecks verwässert hätte.
Da aber schon Anlagen für eine Produktion in Frankreich angeschafft waren, entschloss man sich, die Produktion bei der spanischen Renault-Tochter FASA in Valladolid als Renault Siete für Südeuropa aufzunehmen, da es dort ein anderes Kaufverhalten gab als in Zentraleuropa.
Mit der dezenten Überarbeitung des Renault 5 im Sommer 1978 wurde auch der Renault Siete überarbeitet und Mitte 1979 als Renault 7 präsentiert.
Der Fünftürer des R5 ging erst im Sommer 1979 als Ergänzung zum Dreitürer planmäßig in Serie. 1981 erschien der Renault 7 als GTL mit 1,1-Liter-Motor, der 33 kW (45 PS) leistete.
Die Produktion des R7 endete im Januar 1983. Er wurde nicht durch eine Stufenheckversion auf Basis des Ende 1984 eingeführten neuen R5 ersetzt; vielmehr wurde sein indirekter Nachfolger der Renault 9, der zwischen Sommer 1981 und Ende 1988 der kleinste Wagen von Renault mit Stufenheck war. Erst seit 1999 gibt es mit dem Clio-Ableger Renault Symbol wieder eine Stufenhecklimousine im Kleinwagen-Segment.

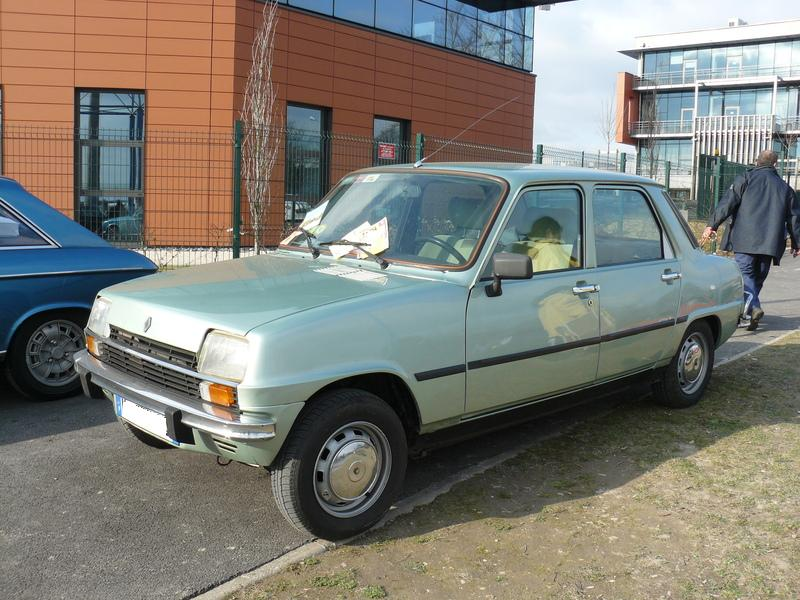
Renault 7 (1979–1983)
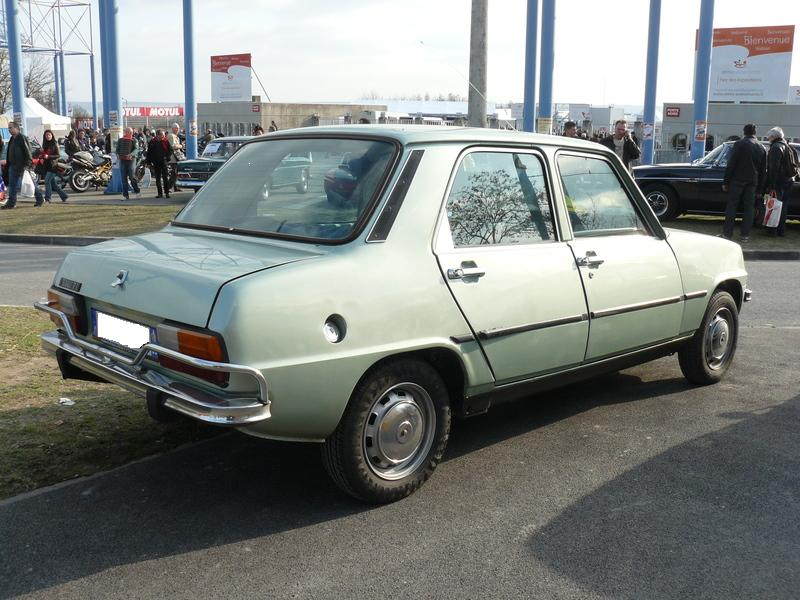
Heckansicht
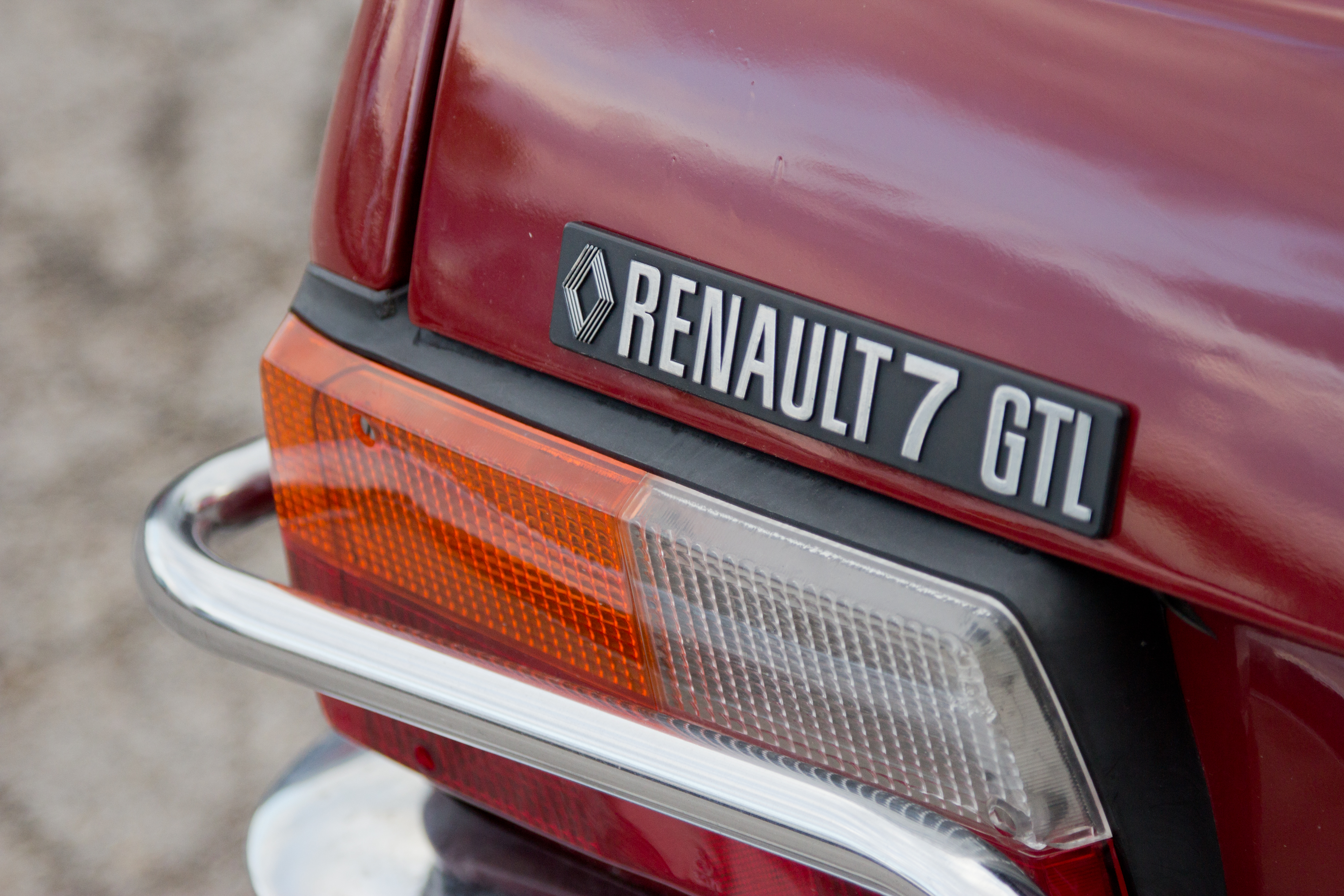
7 GTL, Detail (1981–1983)

| Renault                                | 7                                                      | 7 GTL                        |
| -------------------------------------- | ------------------------------------------------------ | ---------------------------- |
| Motor:                                 | 4-Zylinder-Reihenmotor (Viertakt-Ottomotor)            |                              |
| Hubraum:                               | 1037 cm³                                               | 1108 cm³                     |
| Bohrung × Hub:                         | 67,7 × 72 mm                                           | 70 × 72 mm                   |
| Leistung:                              | 37 kW (50 PS) bei 5500 1/min                           | 33 kW (45 PS) bei 5000 1/min |
| Max. Drehmoment:                       | 73 Nm bei 3000 1/min                                   | 78,5 Nm bei 2500 1/min       |
| Verdichtung:                           | 9,5:1                                                  |                              |
| Gemischaufbereitung:                   | 1 × Solex 32 SEIA                                      |                              |
| Ventilsteuerung:                       | seitliche Nockenwelle, Antrieb über Kette              |                              |
| Kühlung:                               | Wasserkühlung                                          |                              |
| Getriebe:                              | 4-Gang-Getriebe, Frontantrieb                          |                              |
| Radaufhängung vorn:                    | Doppel-Dreiecklenker, Längstorsionsstäbe, Stabilisator |                              |
| Radaufhängung hinten:                  | Längslenker, Quertorsionsstäbe, Stabilisator           |                              |
| Bremsen:                               | Scheibenbremsen vorn, Trommelbremsen hinten            |                              |
| Lenkung:                               | Zahnstangenlenkung                                     |                              |
| Karosserie:                            | Stahlblech, selbsttragend                              |                              |
| Spurweite vorn/hinten:                 | 1285/1245 mm                                           |                              |
| Radstand:                              | 2505 mm rechts, 2535 mm links                          |                              |
| Abmessungen:                           | 3890 × 1525 × 1400 mm                                  |                              |
| Leergewicht:                           | 815 kg                                                 |                              |
| Höchstgeschwindigkeit (Werk):          | 132 km/h                                               |                              |
| 0–100 km/h (Werk):                     | nicht angegeben                                        | 20,3 Sek.                    |
| Verbrauch (Liter/100 Kilometer, Werk): | 6,5 Liter Super-Benzin                                 |                              |